# Das Edelfräulein
Das Edelfräulein ist ein deutsches Stummfilmmelodram aus dem Jahre 1917 mit Mady Christians in der Hauptrolle.

## Handlung
Das Edelfräulein Dorette, Tochter des Grafen auf Holmberg, hat sich in ihren Vetter, Aribert von Holmberg, verliebt, der seinen Dienst fürs Vaterland als Leutnant bei den kurfürstlichen Chasseurs ableistet. Aribert ist ein ziemlicher Luftikus und schlimmer Finger: erst verspielt er all seinen Sold, dann lässt er sich auch noch mit einem losen „Dämchen“ der Halbwelt ein, der Tänzerin Nina Pattiers. Als der alte Graf stirbt, erinnert Dorette ihren verludernden Vetter an das dereinst gegebene Versprechen, sie heiraten zu wollen. Doch Aribert ist ein schwacher Charakter, er kann sich nicht von den Reizen der „sündigen“ Tänzerin lösen.
Vielmehr gerät er immer tief in Ninas Fallstricke und verspielt bald auch noch Haus und Hof. Es ist Dorette, die ebenso heimlich wie regelmäßig seine wertlos gewordenen Wechsel einlöst und den sittenlosen Leutnant vor dem Kerker bewahrt, ohne dass dieser davon ahnt. Als er eines Tages befürchtet, als ewiger Pleitier nun endgültig in den Schuldturm geworfen zu werden, tritt Dorette vor ihm. Ihre unverbrüchliche Liebe zu dem notorischen Nichtsnutz ist derart groß, dass Aribert nun geläutert in ihre Arme sinkt und um Verzeihung bittet.

## Produktionsnotizen
Das Edelfräulein betrug eine Länge von 1427 Meter, die auf vier Akte verteilt wurden. Die Uraufführung fand mutmaßlich zum Jahresende 1917 in den Kammerlichtspielen am Potsdamer Platz statt.
„H. Fredal“ war ein Pseudonym des Regisseurs Alfred Halm, der auch das Drehbuch verfasst hatte.

## Kritik
„Ein Hauch von idyllischer Lieblichkeit durchweht diesen Film, der uns um Jahrhunderte zurückversetzt … Die Darstellung Mady Christians als Dorette dürfte ihre beste bisherige Leistung sein. Ihre dramatische Gestaltungskraft versteht es, diesem liebenswürdigen edlen Mädchen Leben und Wärme einzuflößen und ihr herzerquickende Natürlichkeit zu verleihen. Erich Kaiser-Titz in der Rolle des … Aribert von Holmberg gewinnt alle Herzen, nicht nur jenes seiner Kusine Dorette. Sein Spiel ist stimmungsreich, vornehm und gemessen und paßt sich dem seiner Partnerin vortrefflich an.“